# MAUD-Kommission

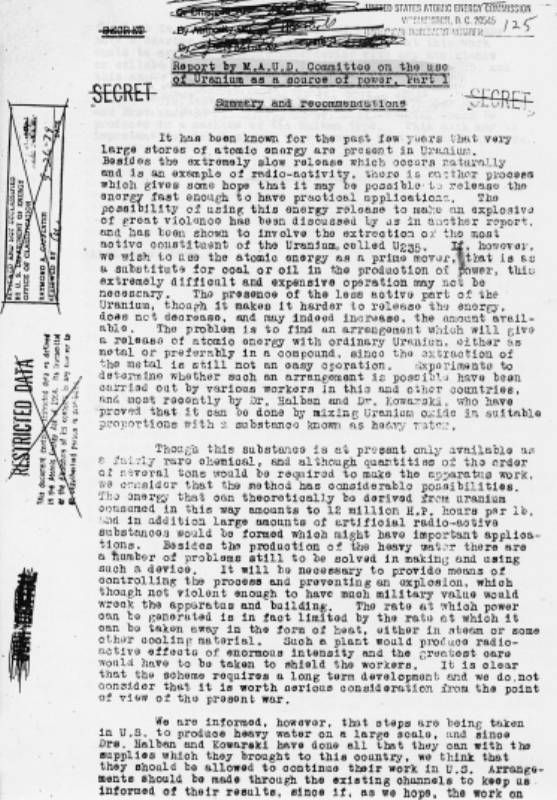
Erste Seite des Berichts der MAUD-Kommission, März 1941

Die MAUD-Kommission (englisch MAUD Committee), englisch offiziell Military Application of Uranium Detonation, war eine Vereinigung von britischen Wissenschaftlern, die von April 1940 bis März 1941 bestand und sich mit der Möglichkeit des Baus einer Atombombe befasste. Die Berichte der Kommission waren von großer Bedeutung in Hinsicht auf die spätere Entscheidung zum Bau der ersten Atombombe im Rahmen des Manhattan-Projekts.

## Die Bildung der Kommission als Reaktion auf das Memorandum von Frisch und Peierls
Die Kommission wurde als Reaktion auf ein von den an der Universität Birmingham arbeitenden deutsch-österreichischen Emigranten Otto Frisch und Rudolf Peierls im März 1940 abgefasstes Memorandum (Frisch-Peierls-Memorandum) ins Leben gerufen. In ihrem Memorandum hatten Frisch und Peierls die jüngsten Fortschritte auf dem Gebiet der Kernspaltung erörtert und eindringlich vor der Möglichkeit des Baus einer Uran-Bombe durch Hitler-Deutschland gewarnt.
Dieses als „streng vertraulich“ (strictly confidential) gekennzeichnete Memorandum wurde von Marcus Oliphant, dem Vorgesetzten von Frisch und Peierls an Henry Tizard weitergegeben. Tizard war Vorsitzender des britischen Aeronautical Research Committee, das vor Kriegsbeginn an der Entwicklung des Radars entscheidenden Anteil gehabt hatte. Er erkannte die Bedeutung des „Uran-Problems“ und rief die bedeutendsten Atomphysiker des Landes zusammen. Die konstituierende Sitzung der Kommission fand am 10. April 1940 statt.

## Mitglieder der Kommission
Die Mitglieder der (streng geheim gehaltenen) Kommission waren:
- George Paget Thomson (Vorsitzender, Cambridge)
- Marcus Oliphant (Birmingham)
- Patrick Blackett (Manchester)
- James Chadwick (Liverpool)
- Philip Burton Moon (Birmingham)
- John Cockcroft (Cambridge)

Frisch und Peierls wurden, obwohl ihr Memorandum zur Bildung derselben geführt hatte, nicht in die Kommission aufgenommen. Offiziell galten sie als „feindliche Ausländer“ und ihre Teilnahme wurde als Sicherheitsrisiko eingestuft. Später leisteten beide wichtige Beiträge in Los Alamos im Rahmen des britischen Beitrags zur Konstruktion der ersten Atombombe.

## Die Namensgebung:Miss Maud Rey at Kent
Im April 1940 wurde Dänemark durch deutsche Truppen besetzt. Niels Bohr schrieb aus Kopenhagen kurz danach einen Brief an seinen ehemaligen Mitarbeiter Frisch, in dem die Rede von einer „Miss Maud Rey at Kent“ war. Diese Miss Rey konnte zunächst nicht gefunden werden, so dass die Vermutung aufkam, dass Bohr eine verschlüsselte Nachricht an der deutschen Militärzensur vorbei hatte übermitteln wollen. Bei genauerer Durchsicht fiel auf, dass darin die Buchstaben für die Worte „Radium taken“ (Radium beschlagnahmt, „Miss Maud Rey at Kent“) verborgen waren. Dies alarmierte die Beteiligten in Birmingham, da sie vermuteten, dass die deutschen Besatzer das im Kopenhagener Institut lagernde radioaktive Material konfisziert hatten und dass in Deutschland möglicherweise schon mit Hochdruck an der Entwicklung von Kernwaffen gearbeitet wurde. Von dieser ominösen Nachricht Bohrs erhielt die britische Kommission den Namen „MAUD Committee“ und behielt ihn auch später, als die Adressatin des Briefes, Miss Maud Rey, die ehemalige englische Gouvernante von Bohrs Kindern, ausfindig gemacht worden war.

## Erste Beschlüsse der Kommission
Bei den ersten Treffen wurde ein Forschungsprogramm zur Isotopentrennung und Kernspaltung beschlossen. Im Juni 1940 wurde der in Cambridge arbeitende deutsche Emigrant Franz Eugen („Francis“) Simon damit beauftragt, eine Methode zur Isotopentrennung von 235U und 238U durch Gasdiffusion zu entwickeln. Ralph Howard Fowler sollte dabei die Fortschritte auf diesem Forschungsgebiet an das amerikanische Advisory Committee on Uranium, das 1939 unter der Leitung von Lyman Briggs ins Leben gerufen worden war, weitergeben. Simon legte über seine Arbeiten zur Isotopentrennung im Dezember 1940 einen Bericht ab, der zu dem Schluss kam, dass eine Trennung der beiden Uranisotope 235U und 238U auf diesem Wege möglich war. Simons Bericht an die MAUD-Kommission enthielt auch Abschätzungen über den Aufwand und die Kosten einer solchen Isotopentrennung und es wurde klar, dass dafür eine sehr große Anlage notwendig sein würde. James Chadwick, eines der Mitglieder der MAUD-Kommission schrieb dazu später: „I realised that a nuclear bomb was not only possible, it was inevitable“ - Mir wurde klar, dass eine Nuklearbombe nicht nur möglich war, sondern dass sie unausweichlich kommen würde. Und weiter: „I had then to start taking sleeping pills. It was the only remedy.“ - Von da an musste ich Schlaftabletten einnehmen; ohne ging es nicht mehr.
Im März 1941 bestimmten Wissenschaftler am Department of Terrestrial Magnetism (DTM) der Carnegie Institution den Wirkungsquerschnitt für schnelle Neutronen von 235U. Mit diesen Daten berechnete Peierls die kritische Masse von 235U zu etwa 9 kg in Kugelform oder 4,5 bis 5 kg wenn die Masse von einem Neutronenreflektor umgeben war. Durch die MAUD-Kommission wurde wiederum ein Bericht verfasst, der auch in Kopie an Briggs Advisory Committee on Uranium in den Vereinigten Staaten ging.

## Abschlussberichte der Kommission
Am 15. Juli 1941 legte die MAUD-Kommission zwei Berichte vor. Der erste Bericht trug den Titel Use of Uranium for a Bomb (Verwendung von Uran für eine Bombe) und der zweite Use of Uranium as a Source of Power (Verwendung von Uran als Energiequelle). Im ersten Bericht wurde festgestellt, dass eine Bombe prinzipiell möglich sei und es wurden die technischen Details zur Konstruktion erörtert. Die benötigte Menge an spaltbarem Material wurde auf etwa 12 kg geschätzt und die Explosionskraft auf etwa 1.800 Tonnen TNT. Die Kosten für die Errichtung einer Anlage zur Produktion von 1 kg 235U pro Tag wurden auf £ 5 Millionen geschätzt und es wurde festgestellt, dass enorme menschliche Ressourcen (eine große Zahl an Technikern und Wissenschaftlern) für den Anreicherungsprozess und die Konstruktion notwendig wären. Die Auswirkungen einer Atombombenexplosion mit lang dauernder und weitreichender radioaktiver Verstrahlung der Umgebung wurden beschrieben. Der Bericht schloss mit der Feststellung, dass ein deutsches Atomwaffenprojekt möglich sei und dass in Zusammenarbeit mit den USA Aktivitäten in Richtung auf die Konstruktion einer Bombe mit hoher Priorität vorangetrieben werden sollten.

Der zweite Bericht, der sich mit der nicht-militärischen Nutzung der Atomenergie befasste, stellte fest, dass die Kernspaltung ein erhebliches Potenzial zum einen für die Energiegewinnung und zum anderen für die Erzeugung von anderweitig nutzbaren Radioisotopen hätte. Der Bericht erwähnte die mögliche Nutzung von schwerem Wasser oder Graphit als Moderatorsubstanz für die Abbremsung von schnellen Neutronen. Es wurde empfohlen, intensivere Forschungen für die zivile Nutzung der Atomenergie erst nach Ende des Krieges durchzuführen. Die Kommission empfahl, dass Hans von Halban und Lew Kowarski in die USA übersiedeln sollten, um dort an den Aktivitäten zur Herstellung von schwerem Wasser mitzuwirken. Die Möglichkeit, dass Plutonium geeigneter als 235U sein könnte, wurde erwähnt und die Fortsetzung der Forschung daran in Großbritannien empfohlen.
Nach Erstellung der Berichte sah die Kommission ihre Aufgabe als erfüllt an und löste sich wieder auf.

## Zusammenarbeit mit den Vereinigten Staaten
Die Berichte der MAUD-Kommission waren an Lyman Briggs, den Leiter des amerikanischen Advisory Committee on Uranium weitergegeben worden. Jedoch erfolgte von dort keinerlei Reaktion auf den Bericht. Als Marcus Oliphant schließlich im August 1941 in die Vereinigten Staaten flog, um direkt bei Briggs vorzusprechen, stellte er fest, dass Briggs die Berichte in seinem Safe eingeschlossen und keinem seiner Kollegen gezeigt hatte. Daraufhin sprach Oliphant direkt mit den anderen Mitgliedern des Advisory Committees, unter anderem mit Samuel King Allison in Chicago, der von den eindringlichen Schilderungen über die Notwendigkeit der Konstruktion einer Atombombe, um Nazi-Deutschland darin zuvorzukommen, beeindruckt war. Oliphant äußerte gegenüber Allison, dass die Konstruktion einer derartigen Bombe derart große Ressourcen an Geld und Humankapital erfordern würde, dass dies unter den Bedingungen des Krieges nicht in Großbritannien, sondern nur in den Vereinigten Staaten möglich sei. In Chicago besuchte Oliphant auch Ernest Lawrence, James Bryant Conant und Enrico Fermi und legte ihnen die Dringlichkeit des Projektes dar.
In den USA waren die Aktivitäten zur Atomforschung zunächst zögerlich angelaufen. Vannevar Bush, der Vorsitzende des amerikanischen National Defense Research Committee (NDRC) berief Arthur Compton und die National Academy of Sciences um einen Bericht über die mögliche Nutzung der Atomenergie zu erstellen. Der Bericht wurde am 17. Mai 1941 veröffentlicht, ging jedoch in keiner Hinsicht auf die mögliche Konstruktion einer Bombe ein. Nicht zuletzt aufgrund der Aktivitäten von Oliphant wurde im Dezember 1941 durch Vannevar Bush das amerikanische Office of Scientific Research and Development (OSRD) gegründet, das deutlich erweiterte Kompetenzen besaß und neben Forschungsaktivitäten auch größere Konstruktionsaufgaben in Angriff nehmen konnte. Der erste Schritt hin zum später so genannten Manhattan-Projekt war damit getan.
Großbritannien hatte inzwischen auch ein eigenes Atomwaffenprojekt unter dem Codenamen Tube Alloys begonnen.

## Interessen der Sowjetunion
Bereits im Herbst 1941 erhielt der NKWD eine Kopie des Berichts der MAUD-Kommission. Daraufhin begannen auch in der Sowjetunion erste Aktivitäten in Hinsicht auf die Forschung und Konstruktion einer Atombombe.